# Duke Energy
Duke Energy Corporation — американська холдингова компанія з виробництва електроенергії та природного газу зі штаб-квартирою в Шарлотті, штат Північна Кароліна.
Компанія Duke Energy, розташована в Шарлотті, штат Північна Кароліна, володіє 58 200 мегават базової та пікової генерації в Сполучених Штатах, які вона розподіляє своїм 7,2 мільйонам клієнтів. У компанії працює близько 29 000 співробітників. Територія обслуговування Duke Energy охоплює 104 000 квадратних миль (270 000 км2)   з 250 200 миль (402 700 км) розподільних ліній.  Майже вся генерація Duke Energy Midwest виробляється з вугілля, природного газу або нафти, тоді як половина її генерації в Кароліні виробляється на її атомних електростанціях. Протягом 2006 року Duke Energy виробила 148 798 332 мегават-годин електроенергії.
Duke Energy Renewable Services (DERS), дочірня компанія Duke Energy, спеціалізується на розробці, володінні та експлуатації різноманітних генеруючих потужностей у Сполучених Штатах. У цьому сегменті компанії працює 1700 мегават генерації. 240 мегават вітрової генерації перебували на стадії будівництва, а ще 1500 мегават вітрової генерації були на стадії планування. 9 вересня 2008 року DERS оновив свої прогнози щодо майбутньої потужності вітрової енергії. До кінця 2008 року він матиме понад 500 МВт номінальної потужності вітрової енергії в Інтернеті та ще 5000 МВт у розробці.

### Дочірні компанії
- Duke Energy Carolinas (раніше Duke Power)
- Duke Energy Ohio (раніше Cincinnati Gas & Electric Company, через Cinergy )
- Duke Energy Kentucky (раніше Union Light, Heat & Power, через Cinergy)
- Duke Energy Indiana (раніше Public Service Indiana, через Cinergy)
- Duke Energy Florida (раніше Florida Power Corporation, через Progress Energy)
- Duke Energy Progress (раніше Carolina Power and Light, через Progress Energy )
- Duke Energy Renewables
- Duke Energy Retail
- Duke Energy International

## Історія

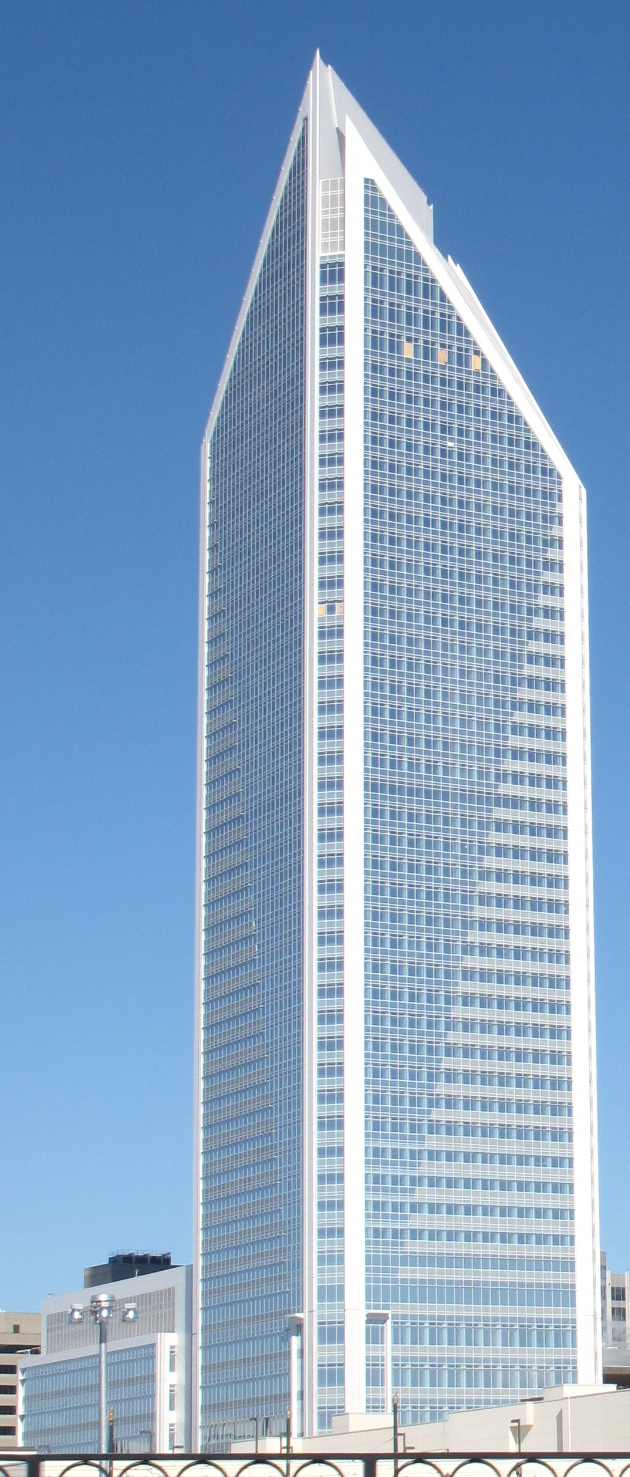
Duke Energy центр в Шарлотті, 2010

Компанія була заснована в 1900 році як Catawba Power Company, коли доктор Вокер Гілл Вайлі та його брат профінансували будівництво гідроелектростанції в India Hook Shoals уздовж річки Catawba біля India Hook, Південна Кароліна . Коли йому знадобилося додаткове фінансування для реалізації його амбітного плану будівництва серії гідроелектростанцій, Вайлі переконав Джеймса Б. Дюка та його партнера Джеймса Блейні інвестувати в Southern Power Company, засновану в 1905 році.
У 1917 році Джеймс Блейні був засновником Wateree Power Company, яка була створена як холдингова компанія для кількох комунальних підприємств, які були засновані та/або належали Дюку та його партнерам, а в 1924 році назва була змінена на Duke Power. У 1927 році більшість дочірніх компаній, включаючи Southern Power Company, Catawba Power Company, Great Falls Power Company та Western Carolina Power Company, були об’єднані в Duke Power, хоча Southern Public Utilities, що на 100% належала Duke Power, підтримувала юридично відокремлену компанію. існування для роздрібного маркетингу електроенергії, виробленої Duke, для побутових і комерційних клієнтів. Південні комунальні служби також керували системами транспорту, які Дюк зрештою перетворив з трамваїв на автобуси.

### Нова АЕС
16 березня 2006 року Дюк Пауер оголосив, що в окрузі Черокі, штат Південна Кароліна, було обрано місце для потенційної нової атомної електростанції. Сайт є спільною власністю Duke Power і Southern Company. Дюк планує розробити майданчик для двох реакторів Westinghouse Electric Company AP1000 (передові пасивні) з водою під тиском. Кожен реактор здатний виробляти приблизно 1117 мегават. (Див. Програму ядерної енергетики 2010).

### Будівлі штабу
JA Jones спроектував першу будівлю штаб-квартири, відому як Power Building, яка була завершена в 1927 році за адресою 440 South Church. Це було п'ять поверхів і 503 000 квадратних футів (46 700 м2). Електричний центр за адресою 526 South Church Street був відкритий у 1975 році з доповненням у 1988 році   У 2004 році State Farm Insurance продала Power Building за 8 мільйонів доларів компанії Dilweg Cos., яка передбачала значний розвиток. Група Novare купила 5,13 акра (20 800 м2)   на 408 South Church Street за 17 мільйонів доларів від The Dilweg Cos. в угоді, оголошеній 27 березня 2006 року 24 лютого 2007 р. Будинок електростанції було знесено.

## Фінанси
За 2017 фінансовий рік Duke Energy повідомила про прибуток у розмірі 3,059 мільярда доларів США з річним доходом у 23,565 мільярда доларів США, що на 3,6% більше, ніж у попередньому фінансовому циклі. Акції Duke Energy торгувалися за понад 79 доларів США за акцію, а її ринкова капіталізація оцінювалася в понад 58,8 мільярдів доларів США в листопаді 2018 року.
| Роки     | Дохід в мільйонах доларів США | Чистий прибуток в мільйонах доларів США | Сукупні активи в мільйонах доларів США | Співробітники |
| -------- | ----------------------------- | --------------------------------------- | -------------------------------------- | ------------- |
| 2005 рік | 6,906                         | 1,812                                   | 54,723                                 |               |
| 2006 рік | 10 607                        | 1,863                                   | 68 700                                 |               |
| 2007 рік | 12 720                        | 1500                                    | 49,686                                 |               |
| 2008 рік | 13,207                        | 1,362                                   | 53,077                                 |               |
| 2009 рік | 12,731                        | 1,075                                   | 57 040                                 |               |
| 2010 рік | 14,272                        | 1320                                    | 59 090                                 |               |
| 2011 рік | 14 529                        | 1,706                                   | 62,526                                 |               |
| 2012 рік | 17 912                        | 1768                                    | 113,856                                |               |
| 2013 рік | 22,756                        | 2665                                    | 114 779                                | 27,948        |
| 2014 рік | 22 509                        | 1,883                                   | 120 557                                | 28,344        |
| 2015 рік | 22,371                        | 2,816                                   | 121,156                                | 29,188        |
| 2016 рік | 22,743                        | 2,152                                   | 132,761                                | 28 798        |
| 2017 рік | 23 565                        | 3,059                                   | 137,914                                | 29 060        |
| 2018 рік | 24 521                        | 2666                                    | 145,392                                | 30 083        |
| 2019 рік | 25 079                        | 3,707                                   | 158,838                                | 28,793        |
| 2020 рік | 23,868                        | 1270                                    | 162,388                                | 27,535        |
| 2021 рік | 25 097                        | 3,802                                   |                                        |               |

## Генеруючі потужності
- Цей список частково повний через злиття з Progress Energy 3 липня 2012 року.

### Спалювання біомаси
- Shelton Biomass Facility (пропонується)

### Ядерний
- Атомна станція Catawba
- Атомна станція Макгуайр
- Атомна станція Оконі
- Атомна електростанція Shearon Harris
- Атомна електростанція HB Robinson
- Брансвікська атомна електростанція
- Атомна електростанція «Кристал Рівер» (припинена у лютому 2013 р.)
- Атомна електростанція Вільяма Стейта Лі III - майбутнє

### Вугільний
- Парова станція Аллена
- Парова станція Belews Creek
- Електростанція Бекйорд
- Генеруюча станція Cayuga
- Енергетичний комплекс Crystal River
- Станція East Bend
- Станція Edwardsport
- Станція Gallagher
- Станція Гібсон
- Парова станція Marshall
- Рослина Майо
- Електростанція Miami Fort (придбана Dynegy, 2014)
- Парова станція Riverbend (вийшла на пенсію)
- Парова установка Roxboro
- Станція Wabash River
- Електростанція Вільяма Х. Циммера (придбана Dynegy, 2014)

### Гідроелектростанція

#### Звичайна гідро
Нижче наведено список тридцяти звичайних гідроелектростанцій Duke Energy у порядку середнього виробництва електроенергії. Уся нерухомість на 100% належить Дюку, і всі, крім Маркленда, розташовані в Північній і Південній Кароліні (Маркленд розташований на півдні Індіани).
- Гідроелектростанція Blewett Falls
- Гідростанція Cowans Ford, середня потужність 350 МВт
- Гідростанція Keowee, 158 МВт
- Гідроелектростанція Walters, 112 МВт
- Гідроелектростанція Тіллері, 87 МВт
- Гідростанції Rocky Creek і Cedar Creek разом 73 МВт
- Гідростанції Great Falls & Dearborn, сукупна потужність 70 МВт
- ГЕС Маркленд, 65 МВт
- Гідростанція Mountain Island, 60 МВт
- ГЕС Lake Wylie, 60 МВт
- Гідростанція Wateree, 56 МВт
- Гідростанція Фішінг-Крік, 37 МВт
- Оксфордська ГЕС, 36 МВт
- Гідростанція Bridgewater на озері Джеймс, 31,5 МВт
- Гідростанція Rhodhiss, 26 МВт
- ГЕС Лукаут Шолз, 26 МВт
- Гідроелектростанція Blewett, 22 МВт
- Завод Ninety-Nine Islands, 18 МВт
- Завод Gaston Shoals, 9 МВт
- Завод Tuxedo, 5 МВт
- Завод Маршалла, 4 МВт
- і десять кластеризованих місць у Нантахалі, у гірській південно-західній Північній Кароліні, виробляючи загальну потужність 99 МВт

#### ГАЕС
- ГЕС Бад-Крік
- Гідроакумулююча електростанція Jocassee

### На нафті та газі
- Станція Anclote
- Ешвільські турбіни згоряння
- Станція комбінованого циклу Бартоу
- Парова станція Buck
- Станція Buzzard Roost
- Турбінна станція спалювання Cayuga
- Парова станція Cliffside
- Станція Connersville Peaking
- Парова станція Dan River
- Електричний завод округу Дарлінгтон
- Генрі Каунті Пікінг
- Енергетичний комплекс Хайнса
- Енергетичний комплекс HF Lee
- Парова станція Lee
- Станція WS Lee
- Турбінна станція спалювання Lincoln
- Станція Медісон Пікінг
- Станція Miami-Wabash Peaking
- Турбінна станція спалювання Mill Creek
- Станція Noblesville
- Станція Рокінгем
- Енергетичний комплекс Сміта
- Саттон комбінований цикл завод
- Станція відновлення потужності річки Вабаш
- Станція Wheatland Peaking
- Станція Woodsdale

### Сонячні ферми
Посилаючись на падіння вартості будівництва сонячних електростанцій, компанія Duke Energy оголосила про плани в 2017 році запустити три нових таких проекти в Кентуккі. Два будуть в окрузі Кентон, а один – у окрузі Грант. Разом три станції вироблятимуть понад 6,7 МВт електроенергії. Вони приєднуються до кількох інших сонячних електростанцій, включаючи:
- Сонячна ферма округу Девідсон
- Сонячна ферма Martins Creek 1 МВт (Мерфі, Північна Кароліна)
- Сонячна ферма Culberson 1 МВт (Мерфі, Північна Кароліна)
- Сонячна установка Osceola 4 МВт (Санкт-Петербург, Флорида)[13].

Крім того, у 2017 році компанія Duke Energy додала 451 МВт сонячної потужності до мережі Північної Кароліни.
- Сонячна електростанція Hamilton 74,9 МВт (Джаспер, Флорида)
- Колумбійська сонячна електростанція 74,9 МВт (Форт-Вайт, Флорида) (відкриття 2020) [15]
- Сонячна електростанція Live Oak ? MW (Live Oak, FL)

У 2020 році Duke Energy розпочала комерційну діяльність кількох ферм у Техасі, які працювали разом зі своєю фермою з 2010 року.
- Сонячний проект Blue Wing (Сан-Антоніо, Техас)
- Сонячний проект Lapetus 100 МВт (округ Ендрюс, Техас)
- Гольштейнський сонячний проект 200 МВт (округ Нолан, Техас)
- Рамблер сонячний проект 200 МВт (округ Том Грін, Техас)

### Вітряні ферми
- Вітряна електростанція Los Vientos
- Ширлі Вінд[19]

### Електромобілі
У жовтні 2018 року компанія Duke Energy оголосила, що встановить 530 станцій для зарядки електромобілів у Флориді. Десять відсотків станцій піде в громади з низьким доходом.